# 嘉悦孝
嘉悦 孝（かえつ たか、慶応3年1月26日（1867年3月2日） - 昭和24年（1949年）2月5日）は、熊本県熊本市本山町出身の女性教育者。明治36年に日本初の女子商業教育校、私立日本女子商業学校を創立。嘉悦学園創立者。孝子とも。

## 人物
孝の父である嘉悦氏房は熊本藩の儒学者、横井小楠の教えを受けていた。孝は幼いころから父を通して学問を学び、実学思想を身に付けていった。彼女が女子の経済的自立に関して考えるに至った経緯として、父である嘉悦氏房が経営していた緑川製紙場で女工として働いていたということがある。成長してからは東京の成立学舎女子部で学び、教育への理解を深めていった。卒業後、同校にて教鞭を取り、日本女子教育会講師などを務めた後の明治36年（1903年）、私立日本女子商業学校を創立した。
学校の創立にあたり、金銭面の工面に苦労したようであり、鉄道債などを購入して運用していたが、購入時の価格よりも価値が下落したことから目の前が真っ暗になったと語っている。
同時期に商業教育の援助を行っていた渋沢栄一を訪れ、日本女子高等商業学校の新校舎建設に掛かる費用援助を申し入れている。渋沢は日本女子高等商業学校建設後援会の発起人を受諾し、建設資金を寄付した。また、渋沢は没するまで、同校の顧問を務めていた。
実弟に陸軍少将の嘉悦敏。

## 活動
- 花の日会（赤い羽根共同募金の先駆）
- 女子校長会
- 愛国婦人会
- 婦人税制研究会
- 警察官家庭後援会
- 少年保護婦人協会
- 婦人衛生会
- 救治会

## 受章歴
- 1915年（大正4年）11月10日  - 勲五等宝冠章[4]
- プロシア国赤十字第二等章第三等章（1920年12月）
- 赤十字第二等名誉章（1926年6月 ドイツ国政府）
- 勲四等瑞宝章（1949年2月）
- 熊本県近代文化功労者顕彰（1950年）

## 著書
- 料理講習筆記 信濃教育会小県郡会上田婦人談話会 百合舎書店 1903.2
- 学校生活 金港堂 1904.2 (家庭小説)
- 新家庭 金港堂 1904.2 (家庭小説)
- 割烹新書 井上善兵衛と共著 隆文館 1905.4
- 惣菜料理のおけいこ 宝永館 1907.6
- 主婦の修養 津川梅村と共著 平民書房 1907.7
- 家政学講話 同文館 1908.12
- 女四書評釈 日本女子商業学校 1911.12
- 花より実を取れ 田中久編 東亜堂書房 1915 (縮刷名著叢書)
- 怒るな働け 洛陽堂 1915
- 現在の生活費から思はぬ貯金を産み出す法 春秋社書店 1916
- どなたにも向く安価お料理 恋人社 1916
- 価値ある生涯 丁未出版社 1917
- 理想の奥様 日本書院 1917
- 貯金の出来る経済の取り方 実業之日本社 1917
- 貯金の出来る模範生活法 青雲社 1917
- 家庭生活の改造 日新閣 1919
- 家庭と予算生活 教化団体聯合会 1925 (教化資料)
- 教養経済婦人読本 教文社 1927
- 私の進言 明治書院 1937
- 礼法要項詳解 昭和出版協会 1942